# ویزران
ویزران، روستایی از توابع بخش مرکزی شهرستان فسا در استان فارس ایران است.

## جمعیت
این روستا در دهستان صحرارود قرار دارد و براساس سرشماری مرکز آمار ایران در سال ۱۳۸۵، جمعیت آن ۷ نفر (۵خانوار) بوده‌است.